# 芦田泰三
芦田 泰三（あしだ たいぞう、1903年7月10日 - 1979年10月18日）は、日本の実業家。住友生命保険元社長・会長。

## 人物
明治36年（1903年）、兵庫県生まれ。昭和2年（1927年）、東京商科大学（現一橋大学）を卒業、同年住友生命入社。京都、ソウル、福岡などの支店長、人事部長、営業部長を歴任し、昭和22年（1947年）財閥解体により名称変更された国民生命保険社長に就任。昭和27年（1952年）もとの社名に改称、昭和41年（1966年）には会長。
源氏鶏太から『三等車に乗る一等重役』と称賛されたという。

## 栄典
- 藍綬褒章　昭和38年（1963年）
- 勲二等瑞宝章　昭和48年（1973年）